# Isola Bella (Llac Maggiore)
L'Isola Bella és una illa que es troba al llac Maggiore dins la meitat que pertany al Piemont. Forma part de les illes Borromees a l'interior de la badia del mateix nom, anomenades així perquè són propietat de la família Borromeo. L'Isola Bella és a uns 400 metres de la costa davant del poble de Stresa. Té unes dimensions de 320 metres de longitud per 180 metres d'amplada i està ocupada majoritàriament pel jardí italià del palau Borromeo, el qual ocupa la costa nord-oest de l'illot.

## Història
Fins al 1630 l'Isola Bella era una roca habitada per pescadors, amb dues petites esglésies i uns quants horts. La família Borromeo era propietària de la veïna Isola Madre des del 1501, però no fou fins a principis del segle xvii que Carlo III Borromeo va concentrar els seus interessos a l'Isola Bella, tot iniciant el projecte que conduiria a la creació del palau i el jardí, dedicats a la seva esposa Isabella D'Adda. Per això l'illa va ser anomenada Isola Isabella, que per alteració fonètica va acabar esdevenint l'Isola Bella. Aquest projecte va ser definit, realitzat i ampliat per Vitaliano VI Borromeo, a tots els efectes considerat el fundador de l'Isola Bella, durant el segle xvii, només interromput per una epidèmia de pesta que va assolar el Ducat de Milà. Les obres que van portar a l'actual estat es van succeir sense interrupcions tot al llarg dels segles xviii i xix fins a arribar al 1948, quan Vitaliano IX Borromeo va construir el nou saló, la façana nord i el gran moll.

## El palau i el jardí
El palau de l'Isola Bella acull un autèntic tresor d'art barroc. Al seu interior es disposen tot un seguit de salons amb vistes al llac que contenen un gran nombre de pintures d'artistes famosos, mobles valuosos, marbres, estucs neoclàssics, escultures antigues, armadures i tapissos flamencs.
Al pis inferior del palau hi ha les coves, que estan completament revestides de còdols blancs i negres. Pel que fa als salons, la galeria Berthier conté 130 quadres, juntament amb els salons del Tron i de la Reina. El saló de la Música destaca perquè va acollir el 1935 la Conferència de Stresa entre Mussolini, Pierre Laval i MacDonald. El saló Napoleó va ser on aquest es va allotjar el 1797 amb la seva esposa Josefina. I la galeria dels Tapissos, que és anomenada així pels seus enormes tapissos flamencs, sis en total, del segle xvi, de seda i or.
El jardí barroc d'estil italià, amb el teatre al centre, es desenvolupa en parterres i terrasses situades a diferents nivells i alterna estàtues, obeliscs, escales i balustrades de pedra que creen una instal·lació escenogràfica dissenyada per simbolitzar el poder del llinatge dels Borromeo.

## Galeria d'imatges

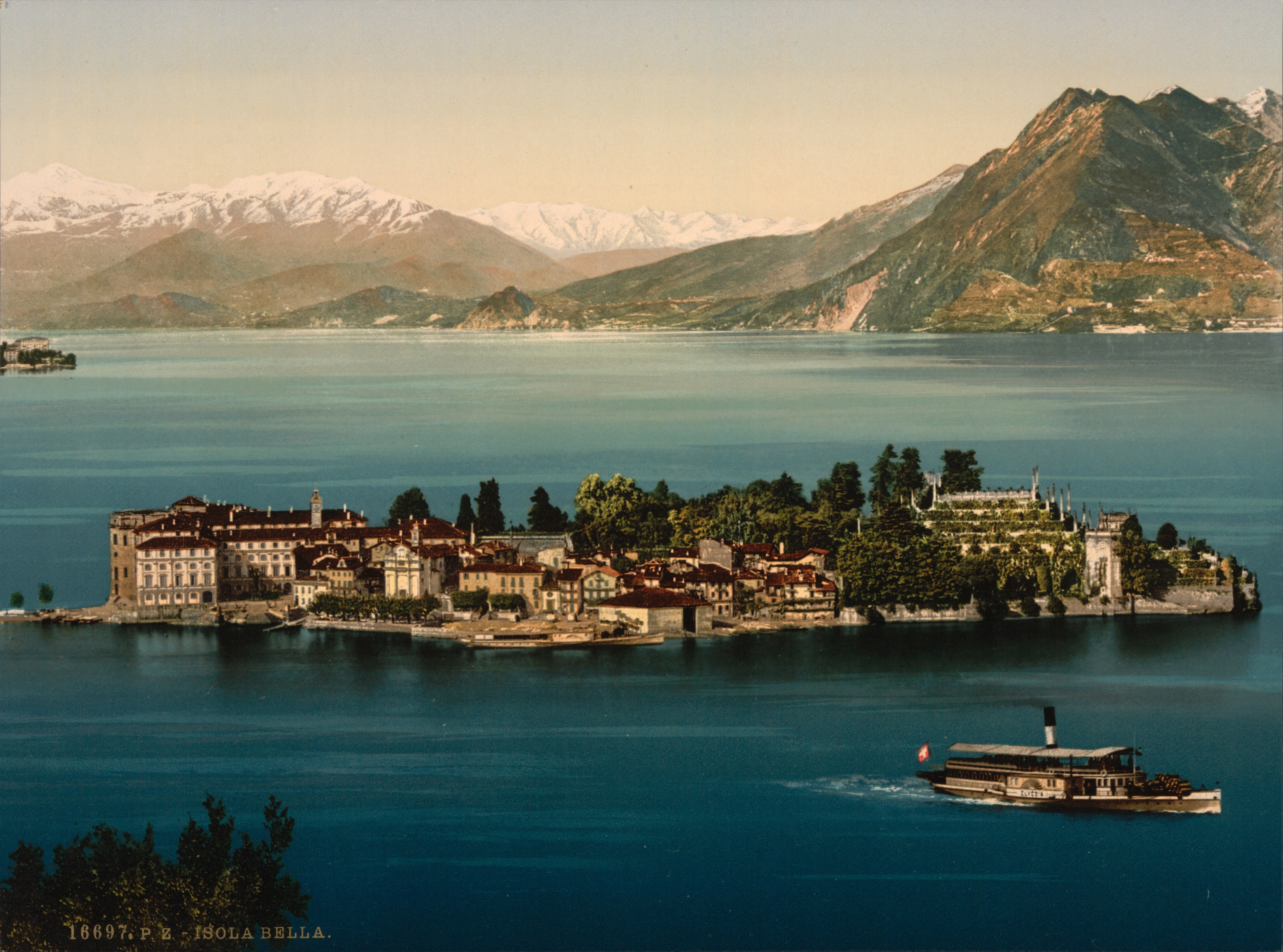
L'Isola Bella ca. 1900
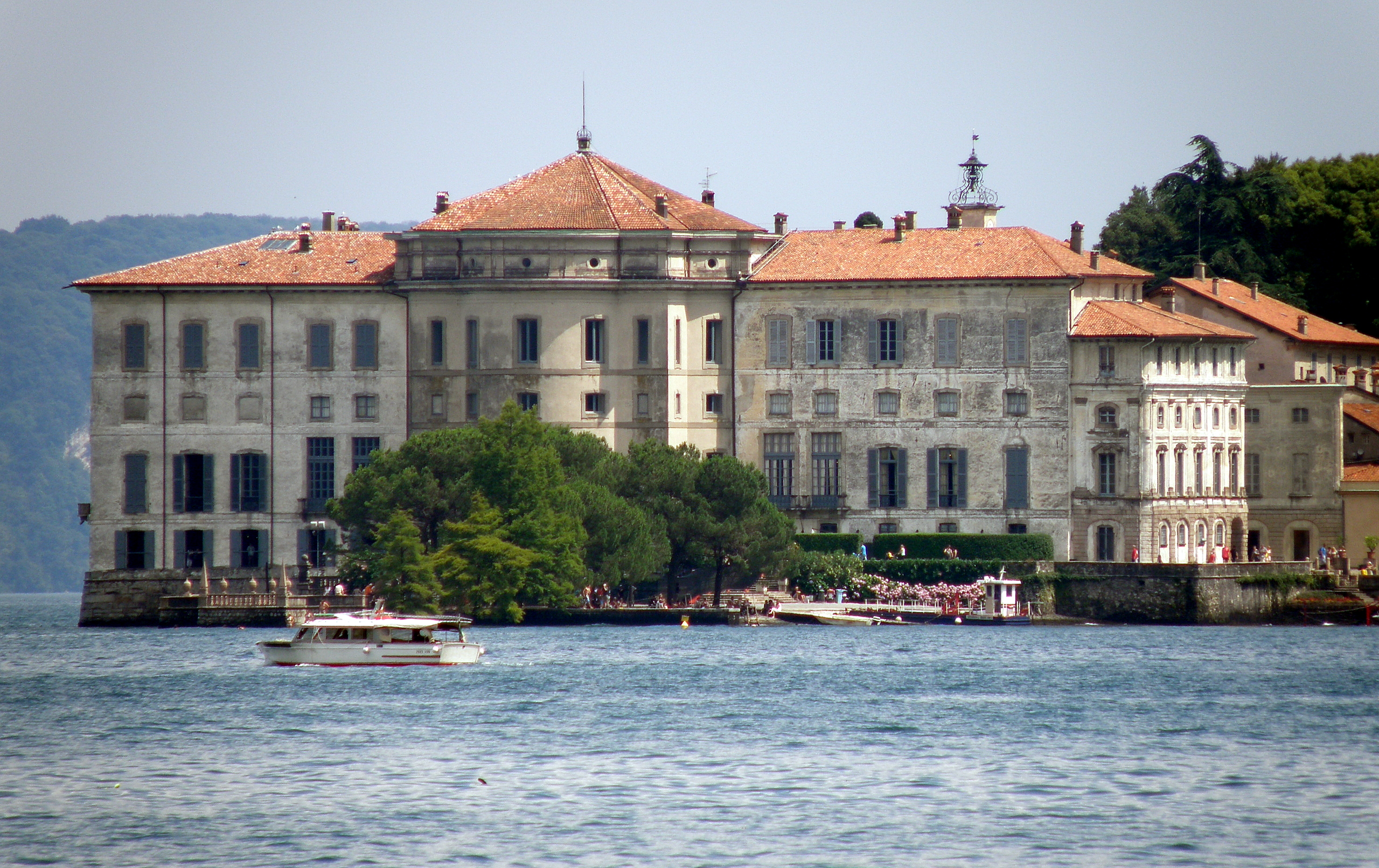
El palau Borromeo
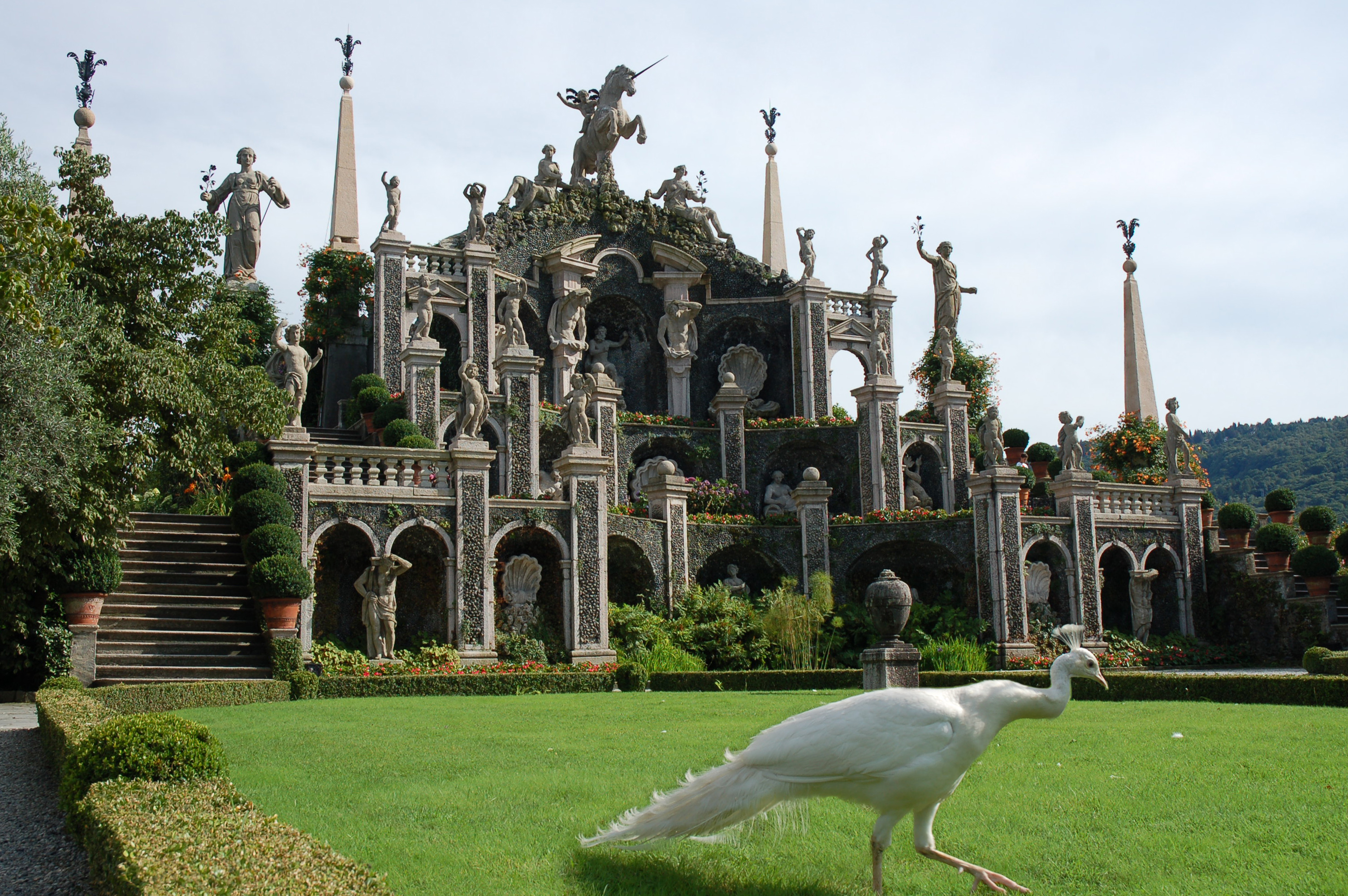
El teatre i el jardí